# Jehoschafat Harkabi

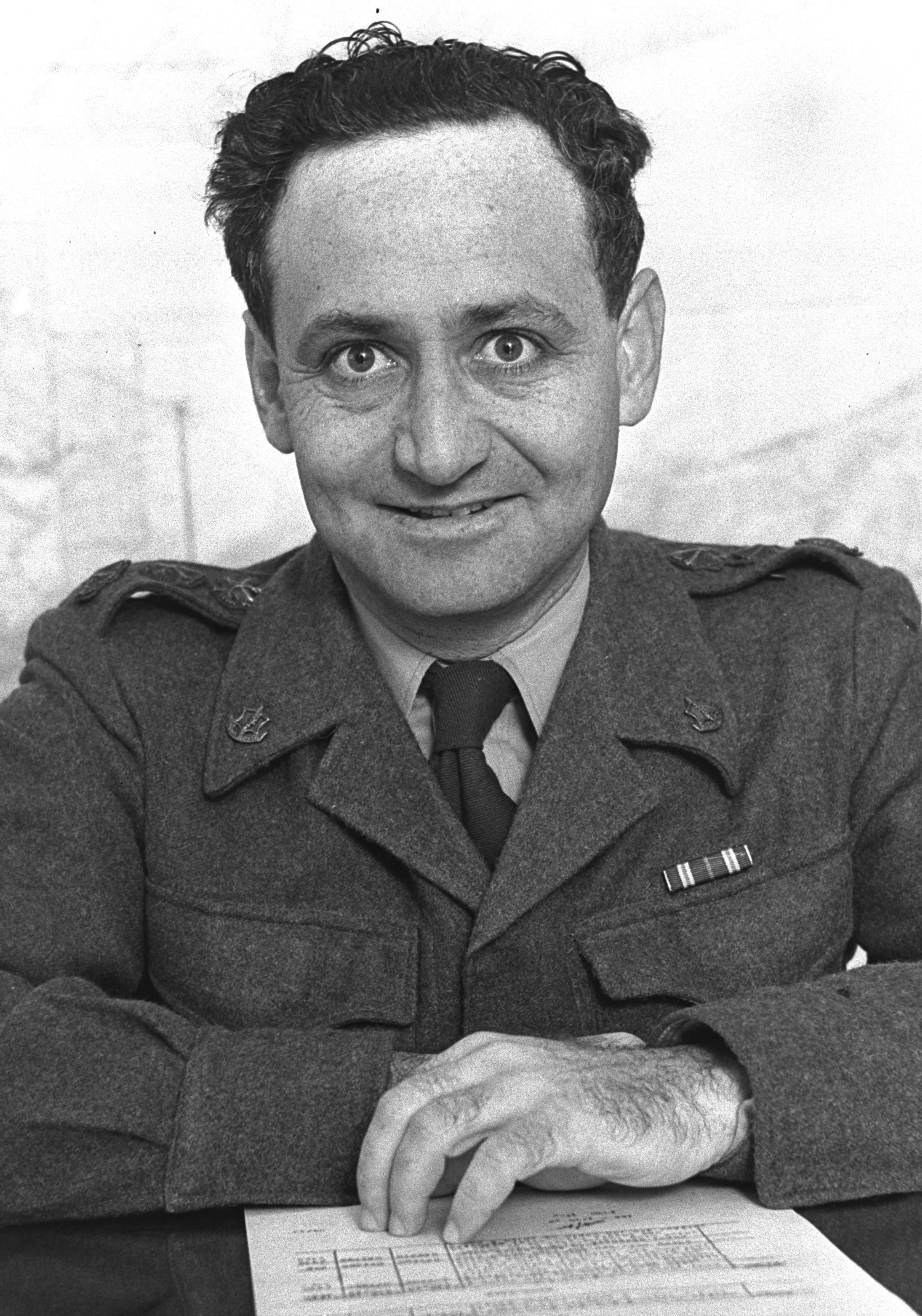
Jehoschafat Harkabi (1955)

Jehoschafat Harkabi (hebräisch יהושפט הרכבי; geb. 21. September 1921 in Haifa; gest. 26. August 1994 in Jerusalem) war ein israelischer Politikwissenschaftler, Offizier (Generalmajor), Militärtheoretiker und ehemaliger Leiter des Militärgeheimdienstes Aman.

## Leben
Jehoschafat Harkabi studierte Philosophie, Arabische Literatur und Geschichte an der Hebräischen Universität Jerusalem. Nach der Promotion in Jerusalem trat er 1943 in die Jüdische Brigade der British Army ein und nahm am Zweiten Weltkrieg teil. Harkabi war verheiratet und hatte zwei Kinder. Er war dann Soldat in den Israelischen Verteidigungsstreitkräften; als Verbindungsoffizier im Außen- und Verteidigungsministerium eingesetzt. Als Kompaniechef war er am Israelischen Unabhängigkeitskrieg beteiligt. 1950 wurde er stellvertretender Direktor und von 1955 bis 1959 fungierte er im Dienstgrad eines Generalmajors als Leiter des israelischen Militärgeheimdienstes Aman. Am 22. Juni 1956 nahm er in Frankreich an einem geheimen Treffen mit der Leitung des Geheimdienstes SDECE und der französischen Armee teil.
Er erwarb in der Folge einen Master in Public Administration an der Harvard University. 1962 war er stellvertretender Büroleiter des israelischen Ministerpräsidenten. 1963 wurde er Leiter für Strategieforschung beim israelischen Verteidigungsministerium. Nach seiner Militärzeit war er auch Gastprofessor an der Princeton University und Gastdozent an der Brookings Institution in Washington, D.C. Von 1978 bis 1989 wurde er Maurice B. Hexter Professor of International Relations (zuvor war er Senior Lecturer und Associate Professor) und von 1983 bis 1989 Direktor des Leonard Davis Institute of International Relations and Middle East Studies an der Hebräischen Universität Jerusalem. Er war langjährig Berater bzw. Privatsekretär von Mosche Scharet, Schimon Peres, Jitzchak Rabin und Menachem Begin sowie Autor über 20 sicherheitspolitischer Schriften.
Harkabi galt als ein Befürworter des Staates Palästina und trat für die Anerkennung der PLO als Verhandlungspartner ein.

## Auszeichnungen
- 1991: Yitzhak-Sadeh-Preis
- 1993: Israel-Preis

## Schriften (Auswahl)
- Arab Attitudes to Israel. Vallentine, Mitchell & Co Ltd, London, 1972 (übersetzt von Misha Louvish)
- Palästina und Israel. Seewald, Stuttgart 1974, ISBN 3-512-00326-5.
- Das palästinensische Manifest und seine Bedeutung. Seewald, Stuttgart 1980, ISBN 3-512-00583-7.